# Ludomir Dymitrowicz
Ludomir Franciszek Dymitrowicz (ur. 14 sierpnia 1844 w Jędrzejowie, zm. w listopadzie 1923 w Warszawie) – polski rysownik, ilustrator oraz malarz. 
Ogólną edukację szkolną zdobył w Pińczowie, a z podstawami malowania zaczął zapoznawać go malarz Antoni Pyzowski, którego był wnukiem. Naukę przerwał wybuch powstania styczniowego, do którego Ludomir przystąpił. Od 1864 mieszkał w Warszawie ucząc się malarstwa i rysunku u Juliusza Kossaka, Marcin Zaleskiego oraz Wojciecha Gersona. Od 1865 r. zaczął pracować jako ilustrator czasopism. Zajmował się tym aż do roku 1883. Jego prace ukazywały się w  warszawskich tygodnikach: Biesiada Literacka, Kłosy, Tygodnik Illustrowany oraz Tygodnik Powszechny. W 1870 zatrudnił się jako kreślarz w Kolei Warszawsko-Wiedeńskiej, a w 1892 został kierownikiem artystycznym tzw. sal kopii przy Muzeum Rzemieślniczym w Warszawie. Usiłował podnieść artystycznie pracę rzemieślników przez odpowiednie ich wykształcenie. 
Dymitrowicz był twórcą specjalizującym się w malowaniu lub rysowaniu architektury, zarówno pojedynczych obiektów, jak i większych zespołów, np. panoram miast. Jest też autorem pewnej liczby pejzaży przyrodniczych. Malując używał głównie farb wodnych - gwaszu lub akwarelowych. Swoje prace prezentował kilkakrotnie na wystawach w Warszawie i Krakowie. W roku 1896 wyszedł album jego widoków pt. "Pamiątka z Jasnej Góry w Częstochowie". Obraz Dymitrowicza znajduje się w kolekcji Łazienek Królewskich w Warszawie, drugi w zbiorach kieleckiego Muzeum Narodowego, a rysunek w Muzeum Narodowym w Warszawie.
Za udział w powstaniu styczniowym odznaczony Krzyżem Walecznych.